# Краснокоренник кроваво-красный
Краснокоренник кроваво-красный (лат. Ceanothus sanguineus) — многолетний кустарник из семейства Крушиновые (Rhamnaceae). Произрастает в западной части Северной Америки от Британской Колумбии до Монтаны.

## Таксономия
Видовой эпитет лат. sanguineus означает «красный как кровь», относящийся к стеблям и цветоножкам.

## Описание
Многолетний кустарник высотой от 1 до 3 м. Стебель от красного до фиолетового цвета, молодые побеги зелёные и гладкие. Листья с очерёдным расположением около 10 см в длину. Тонкие светло-зелёные овальные и, как правило, окаймлены железистыми зубчиками. Нижняя сторона листьев иногда опушённая. Соцветие представляет собой гроздь белых цветов длиной около 12 см. Плод — трёхлопастная гладкая коробочка длиной около 4 мм. Цветёт в мае-июле, плоды созревают в июне-августе. Корни содержат азотфиксирующие клубеньки.

## Ареал и местообитание
Кустарник произрастает в западной части Северной Америки от Британской Колумбии до Монтаны и далеко на севере Калифорнии; он также известен из Мичигана. Растёт в умеренных хвойных лесах на лесных полянах среди хвойных деревьев. 

## Экология
Краснокоренник кроваво-красный — важным кормовым растением для диких копытных, таких как лось Скалистых гор, его охотно поедают многие виды скота, а семена потребляются многими видами животных. Птицы, грызуны, муравьи и другие насекомые потребляют большое количество семян. Кустарник обеспечивает хорошее укрытие для птиц и мелких млекопитающих. Цветы опыляются пчёлами. Этот вид — личиночный хозяин бабочки Papilio eurymedon из рода хвостоносцев.

## Использование
Аборигены из листьев делали чай. Припарку из высушенной, измельченной в порошок коры прикладывали к ожогам, язвам и ранам. Из цветков делали зелёную краску, которую называли «мыльным цветком», потому что все части растения содержат сапонин. Её смешивали с водой и взбивали в мыльную пену. Пену использовали для очистки грязи, причём она не сушит кожу. Цветки особенно хорошо использовать в качестве мыла для тела из-за их приятного аромата. Туземцы использовали древесину кустарника в качестве топлива и для копчения оленьего мяса.

## Галерея

Краснокоренник кроваво-красный
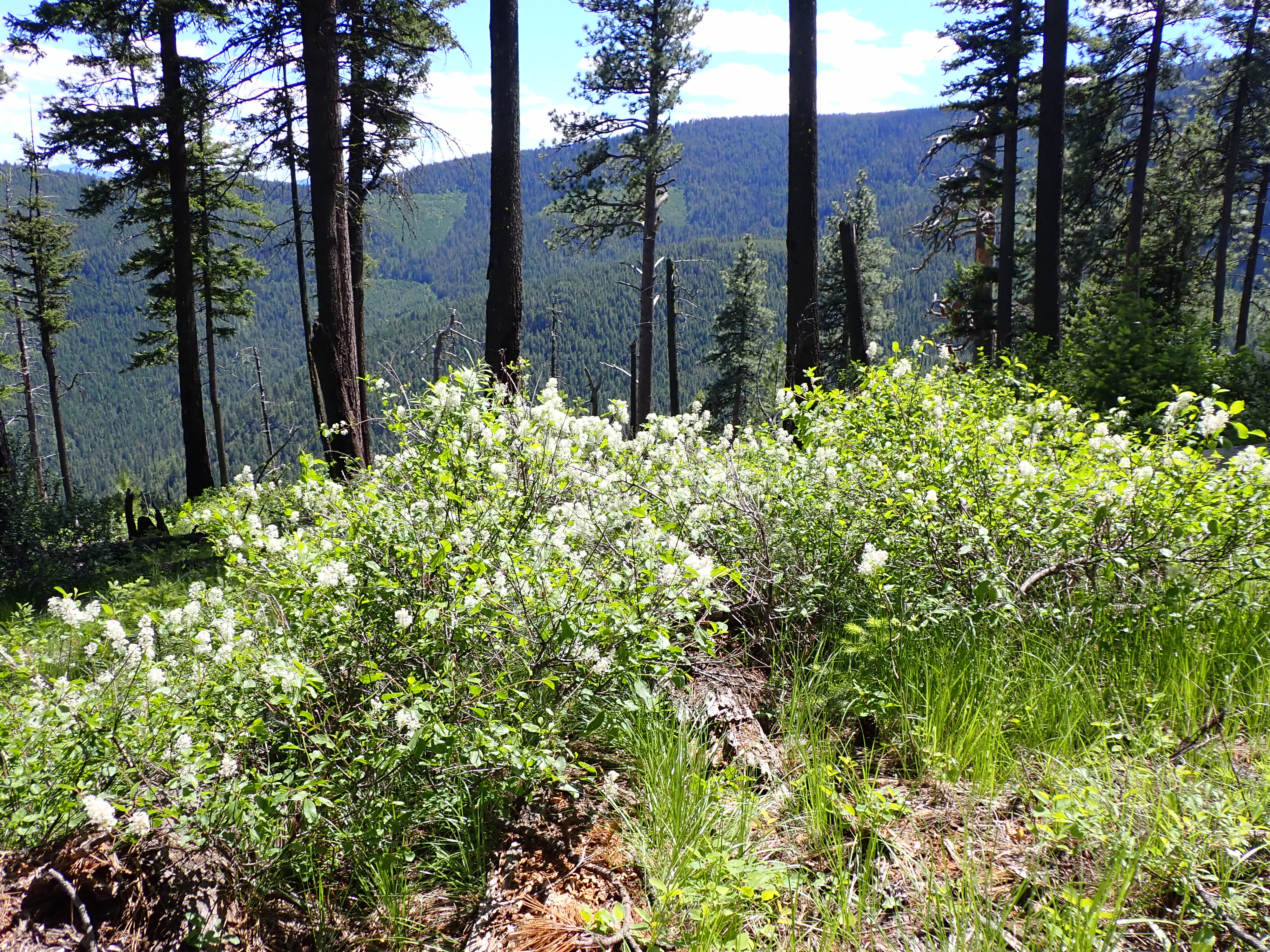
В природе
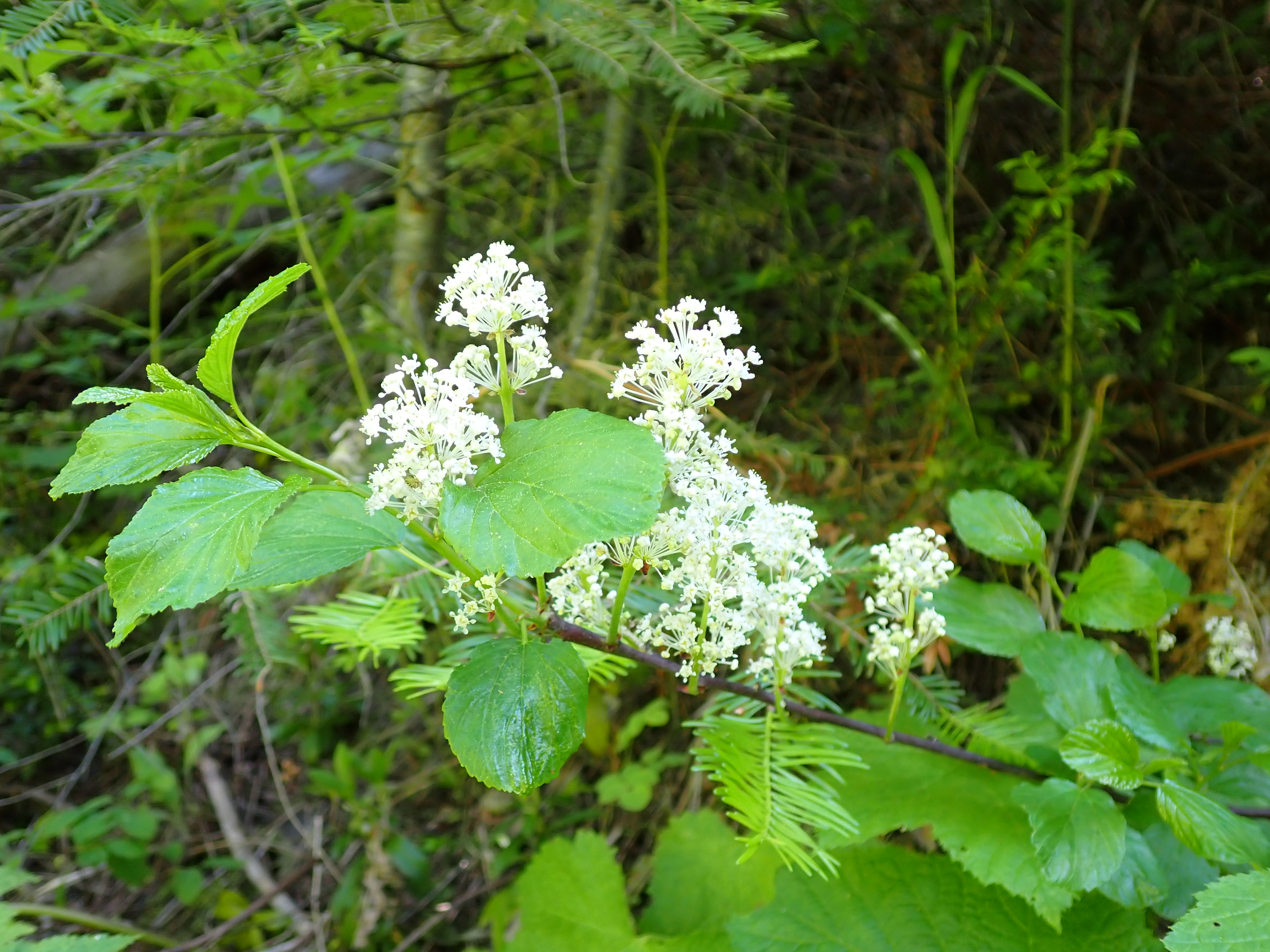
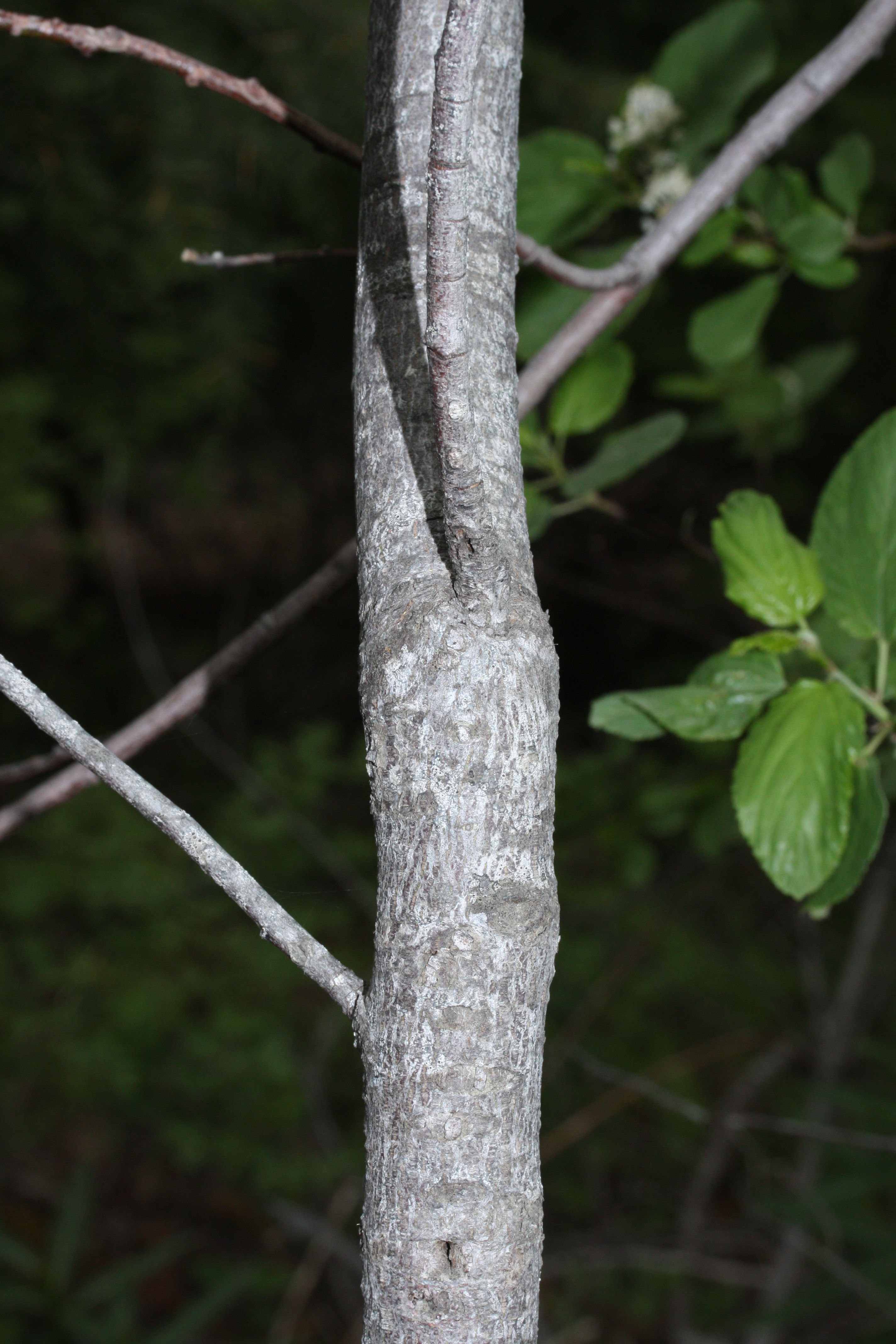
Ствол
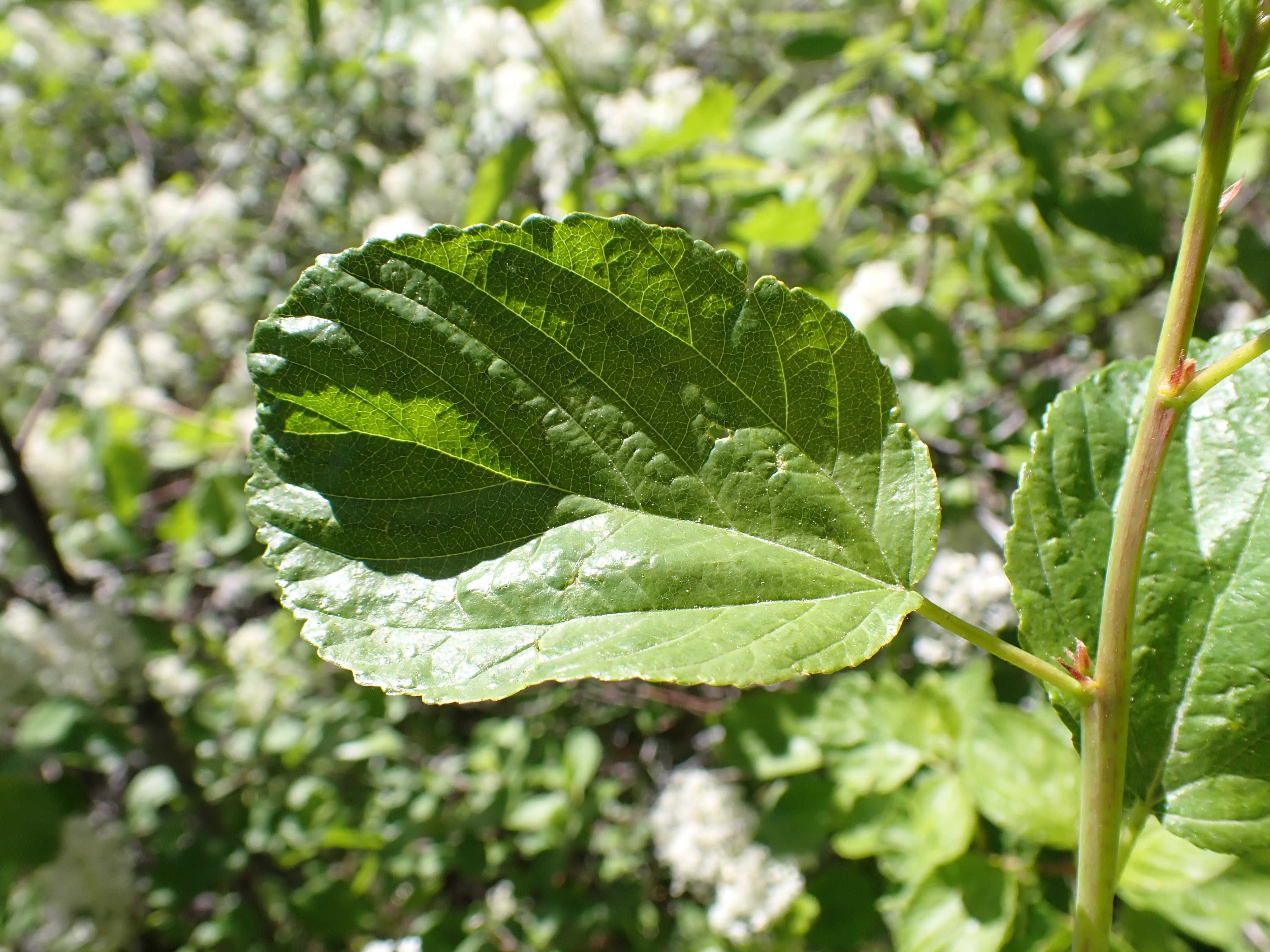
Листва
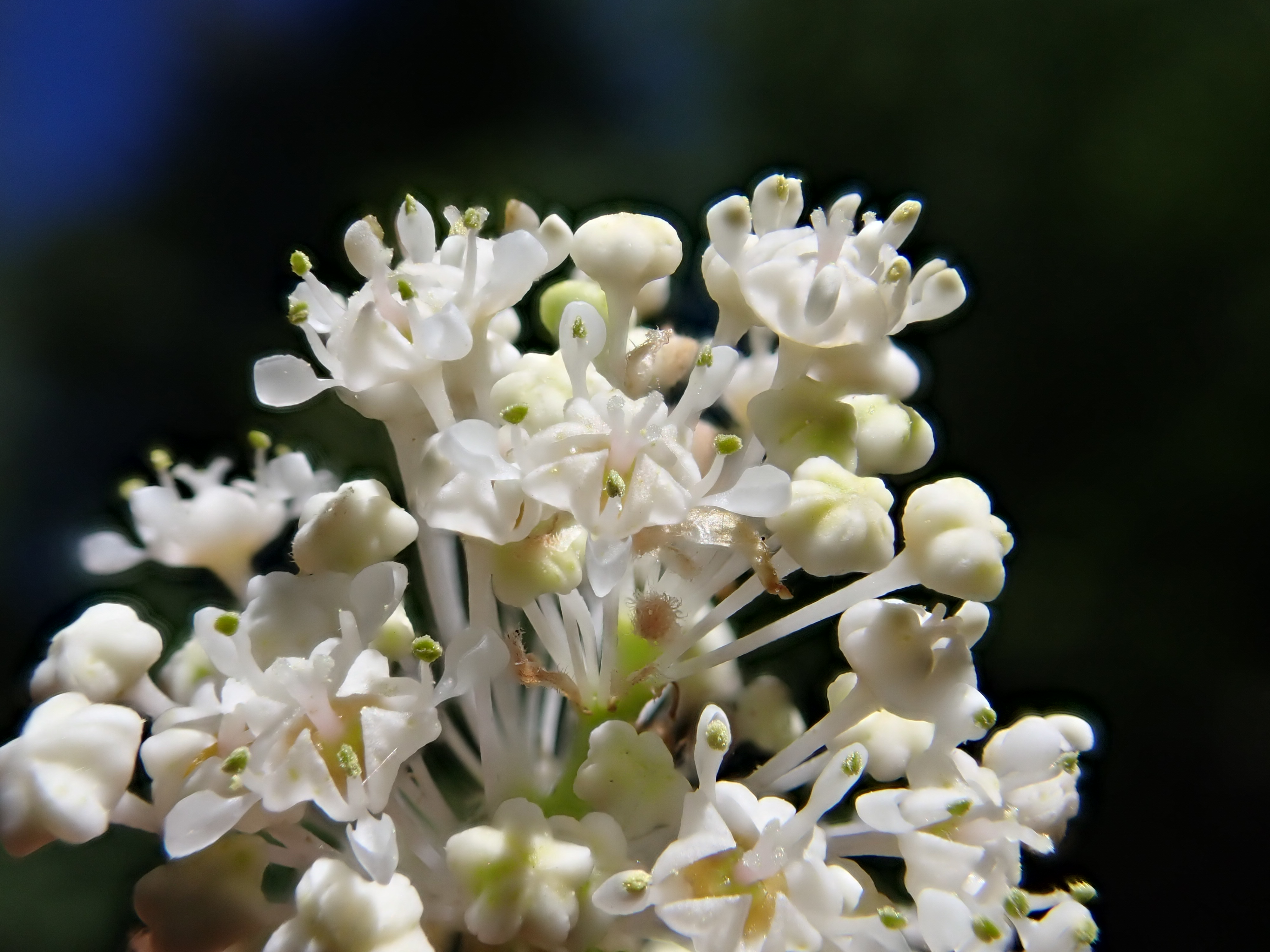
Соцветие
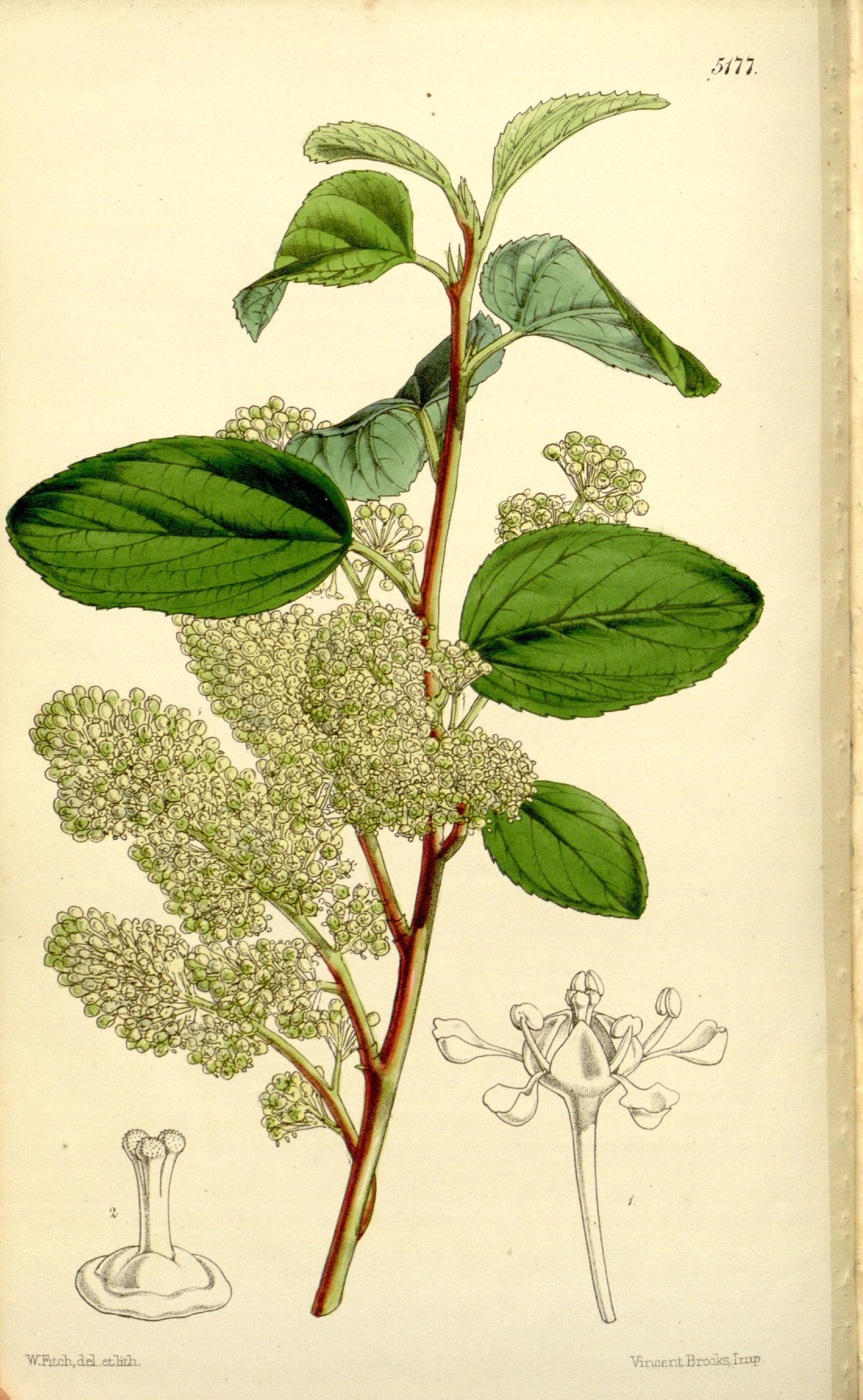
Иллюстрация (1860)